# Peter Oster

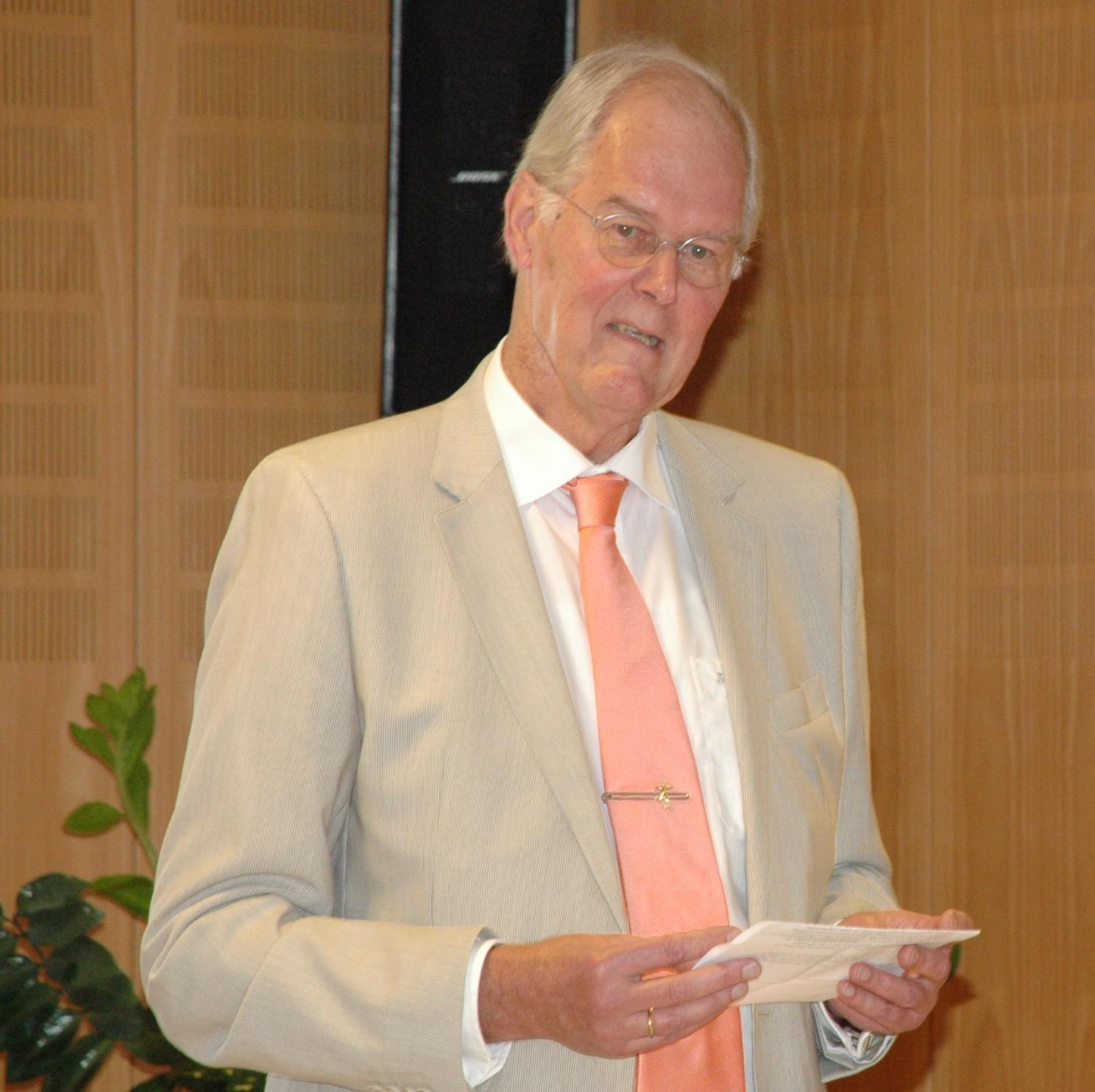
Peter Oster (2010)

Peter Oster (* 25. Juni 1946 in Frankfurt-Höchst) ist ein deutscher Geriater. Er war bis zu seiner Pensionierung Ärztlicher Direktor des Bethanien-Krankenhauses in Heidelberg.

## Leben und Wirken
Peter Oster studierte Medizin in Heidelberg. Die ärztlichen Tätigkeiten führten ihn nach Berlin, Heidelberg und Bern. Er habilitierte sich mit pharmakologischen Aspekten experimenteller Hypertonieforschung, von Fettstoffwechsel und Ernährung. Seit 1981 ist er am Bethanien-Krankenhaus, Geriatrisches Zentrum der Universität Heidelberg tätig, wo er seit 1999 Ärztlicher Direktor ist. Forschungsschwerpunkte waren seither unter anderem Kraft- und Koordinationstrainings für geriatrische Patienten, insbesondere auch für kognitiv eingeschränkte Personen. Unter seiner Leitung wurde die erste „Geriatrisch-Internistische Station für akut erkrankte Demenzpatienten“ (GISAD) in Deutschland eröffnet, ein von anderen Krankenhäusern mehrfach übernommenes Modellprojekt zur Behandlung verwirrter, weglaufgefährdeter Menschen, um Ruhigstellung mit Psychopharmaka möglichst zu verhindern. 2011 erhielt er für sein Lebenswerk den renommiertesten Preis für Altersmedizin, den Ignatius-Nascher-Preis.

## Ehrungen und Auszeichnungen
- 1981: Max-Rubner-Preis der Deutschen Gesellschaft für Ernährung[3]
- 2011: Ignatius-Nascher-Preis der Stadt Wien[4]